# Приимков-Ростовский, Никита Борисович
Князь Никита Борисович Приимков-Ростовский (ум. после 1579) — русский военный и государственный деятель, голова, воевода и наместник в царствование Ивана Грозного.
Из княжеского рода Приимковы-Ростовские. Старший сын князя Бориса Андреевича Приимкова-Ростовского. Имел младшего брата, князя Даниила Борисовича.

## Биография
В октябре 1551 года записан восемьдесят вторым во вторую статью московских детей боярских.
В 1556 году, перейдя границу Русского царства и Швеции, московские воеводы сожгли город Кинодепь, жители которого разбежались. Затем воеводы двинулись дальше на Выборг, но в пяти километрах от города шведы напали на Ертаульный полк под командованием первого головы Никиты Приимкова-Ростовского и Фёдора Пушкина, разбили их, а «полк яртаульный потоптали».
В 1558 году участвует в походе на Ливонию в войсках правой руки, но в какой должности не указано. В марте 1559 года третий голова при боярине и князе Глинском у государевых полчан в Передовом полку на берегу Оки для бережения от прихода крымцев.
В январе 1560 года князь Никита Борисович Приимков-Ростовский был головой полка правой руки русской рати под предводительством боярина князя Петра Ивановича Шуйского в походе на Ливонский орден. После взятия города Мариенбурга (Алыста) князь Н. Б. Приимков был оставлен в нём первым воеводой. В 1563-1565 годах — первый воевода в Полчеве. В 1570-1573 годах — сперва третий, а потом второй воевода в Юрьеве Ливонском. В 1572 году по второй росписи князь Н. Б. Приимков-Ростовский на случай прихода ливонцев к Ругодиву (Нарве) назначался воеводой сторожевого полка. В 1574 году — послан первым воеводой Сторожевого полка на помощь Ругодиву против немцев, за что пожалован золотым. В 1575 году — упомянут наместником в Орешке и воевода «у наряду» (пушек) в Юрьеве Ливонском, потом первый воевода в Водской пятине в Кинемском погосте, для охранения от прихода неприятеля. В сентябре 1576 года второй осадный воевода в Юрьеве-Ливонском.
В январе 1577 года князь Никита Борисович Приимков-Ростовский послан с пятью головами из Юрьева-Ливонского под Колывань первым воеводою, участвовал в походе русской рати на Колывань (Ревель), во время осады города командовал тяжелым «огнестрельным снарядом», имея в своём распоряжении немецких и шотландских пушкарей и возвратился в марте во Псков. В 1577—1578 годах — воевода в Вольмаре (Володимирце).
У князя Н. Б. Приимкова-Ростовского были местнические споры с Д. И. Вельяминовым, Т. Ф. Плещеевым и М. В. Тюфякиным.

## Семья
Жена Евфросинья, от брака с которой имел детей:
- Князь Приимков-Ростовский Михаил Никитич по прозванию "Нелюб" — в 1588 году второй воевода Сторожевого полка в Коломне, женат на Констанции Астафьевне Дашковой (?).
- Князь Приимков-Ростовский Иван Никитич — в 1602 году второй объезчик в Москве в Белом городе от Неглинной до Покровской улицы. В 1604 году первый воевода Большого полка в Рязани и в этом же году представлял Государю польского гонца.
- Князь Приимков-Ростовский Борис Никитич — в 1604 году первый воевода в Михайлове, и в той же должности в 1618 году в Рязани, в 1616 и 1619 году воевода в Коломне[1].

## Критика
В Русской родословной книге А.Б. Лобанова-Ростовского упомянуто, что князь Никита Борисович записан в синодик опальных людей Ивана Грозного, но в самом синодике об этом упоминания нет, да и вероятно не могло быть, так как последние казни датируются — 1575 годом, что противоречит его подтверждёнными дальнейшими службами.
В указанном Русском биографическом словаре А.А. Половцева (Т. 17), среди князей Ростовских, князя Никиты Борисовича Приимкова-Ростовского — нет.